# Els Ponts (la Vilella Baixa)
Els Ponts és un conjunt de dos ponts de la Vilella Baixa (Priorat) que estan protegits com a Bé Cultural d'Interès Local.

## Descripció
Són dos ponts de característiques força similars que permeten el pas del riu Montsant i del riuet d'Escaladei. Són coincidents per un extrem, disposats perpendicularment amb una planta en forma d'"L".
El que creua el Montsant és el de majors dimensions, amb dos ulls i d'una amplada aproximada de 4'2m. i l'altre, d'un sol ull, d'una amplada lleugerament inferior. Les bases estan fetes amb carreus regulars de grans dimensions, de la mateixa manera que els reforços dels angles de les voltes i la resta, de morter de pedra, bàsicament pissarres i còdols. Inicialment es pavimentaren amb còdols però avui estan encimentats.

## Història
El seu origen és incert. Hi ha autors que el situen en temps romans, en connexió amb el pont de Cabassers; d'altres, en canvi, el daten en un moment gòtic. Com diu una rajola posada a l'arcada del Riuet d'Escaladei, aquesta es va construir el 1886 seguint l'estil de les dues arcades existents sobre el riu Montsant, moment que s'aprofità per a fer una reforma de tota la construcció. El projecte inicial preveia una tercera arcada sobre el Montsant que faria acabar el pont a l'alçada de l'horta. Finalment no es va fer i es va seguir acabant en rampa.[2]